# Соловьёв, Александр Александрович (медик)
Александр Александрович Соловьёв (1893—1967) — советский учёный и педагог в области патологоанатомии и патоморфологии, доктор медицинских наук, профессор, член-корреспондент АМН СССР (1950).

## Биография
Родился 12 августа 1893 года в Москве. 
С 1912 по 1917 год обучался на медицинском факультете Императорского Московского университета. 
С 1918 по 1919 год на научной и клинической работе в Государственном институте экспериментальной медицины в должности ассистента клиники кожных болезней. С 1919 по 1921 год в  рядах РККА служил в действующей армии в качестве младшего врача. 
С 1921 по 1935 год вновь на научной работе во Ленинградском институте экспериментальной медицины в должности научного работника, с 1932 года — заведующий лаборатории отдела патологической анатомии,  под руководством профессора Н. Н. Аничкова. 
С 1935  по 1967 год на научной работе в Московском Всесоюзном институте экспериментальной медицины имени А. М. Горького в должности заведующего  лабораторией патоморфологии отдела общей патологии. С 1939 по 1950 год одновременно с научной занимался и педагогической работой в Московском медицинском стоматологическом институте в должности заведующего кафедрой патологической анатомии.

### Научно-педагогическая деятельность
Основная научно-педагогическая деятельность А. А. Соловьева была связана с вопросами в области патологоанатомии и патоморфологии, сосудистой и инфекционной патологии, в том числе патогенезу туберкулёзного менингита и атеросклероза. А. А. Соловьев являлся — членом Координационного совета по онкологи и членом оргбюро Отделения медико-биологических наук Академии медицинских наук СССР.
В 1950 году он был избран член-корреспондентом АМН СССР. Под руководством М. А. Самсонова было написано около пятидесяти научных работ, в том числе  монографий. Он являлся членом редакционной коллегии журнала «Бюллетень экспериментальной биологии и медицины».
Скончался 4 декабря 1967 года в Москве, похоронен на Ваганьковском кладбище.

## Награды
- Орден Ленина